# Rose City (Teksas)
Rose City je grad u američkoj saveznoj državi Teksas. Prema popisu stanovništva iz 2010. u njemu je živjelo 502 stanovnika.